# Hatvani temető
A Hatvani temető Eger hat felekezeti temetőjének egyike, római katolikus temetkezőhely. Kápolnájáról a Fájdalmas Anya temetőjének is nevezik. A város központjától mintegy 2 km-re, a Király utcában van. Helyrajzi száma: 7388. Két műemlék építménye a Fájdalmas Anya kápolnája nevű temetőkápolna és Kracker János Lukács síremléke.
Időrendben a város negyedik ismert temetője (a Szent Mihály, a Rác kapu előtti vagy Kisasszony, illetve az Almagyari kapu / Maklári kapu előtti vagy Szent Rókus temető után); nevét a város déli kapujáról kapta. Először 1704-ben említi a halotti anyakönyv. Feltehetőleg azért nyitották, mert a régi Szent Mihály-temető betelt, bővítésére pedig a környék beépülése miatt nem volt lehetőség. Kápolnája 1776-ban épült, a többi temetőéhez képest pár évtizedes késéssel; azelőtt a Trinitárius-rend kápolnáját használták, amit 1771-ben bontottak le. A kápolna kriptájába a 18. század utolsó harmadában temetkeztek.
A kápolna közelében, a két temetőkaput összekötő út mentén számos 18-19. századi, helyi védelemre érdemes sírkő áll.

## Híres halottai
- Babocsay Sándor (1846–1930) jogász, újságíró, politikus
- Gáspárdy Géza (1837–1891) ügyvéd, Nógrád vármegyei tiszti főügyész
- Gaszner Péter (1939–2017) pszichiáter, egyetemi tanár
- Hibay Károly (1890–1924) szülész, belgyógyász
- Kracker, Johann Lucas (1719–1779) festőművész
- Mooser Lajos (1807–1881) orgonaépítő
- Somos Lajos (1904–1988) főiskolai tanár, igazgató